# Compagnie Générale Transatlantique
La Compagnie Générale Transatlantique è stata una società di trasporti marittimi francesi, tra le più importanti di tutti i tempi nel proprio settore.

## Storia
Nel 1855 i fratelli Emile e Isaac Pereire, protagonisti del mondo finanziario francese, crearono la Compagnie Générale Maritime, cinque anni dopo i fondatori strinsero un accordo con il governo francese che prevedeva la realizzazione di una grande flotta di navi e l'inizio di un servizio regolare transatlantico tra la Francia e vari porti americani (New York, Panama, Guadalupa, Messico e Cayenna) in cambio di agevolazioni e sussidi. Per riflettere questi cambiamenti l'azienda venne riorganizzata e ribattezzata Compagnie Générale Transatlantique nel 1861.

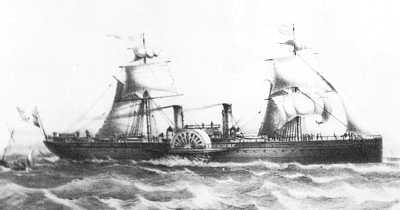
LImpératrice Eugénie, uno dei primi transatlantici della Compagnie Générale Transatlantique, utilizzante ancora delle ruote a pale e delle vele.

Inizialmente l'azienda non ebbe successo al punto di dichiarare bancarotta nel 1868 e i Pereire uscirono dalla proprietà, tuttavia l'azienda riuscì a sopravvivere.
Nei primi anni del novecento la CGT era l'unica società francese in grado di rivaleggiare con le grandi compagnie britanniche Cunard Line, White Star Line, la tedesca HAPAG nei servizi di transatlantici.
Durante le due guerre le sue navi hanno servito le forze armate come trasporto truppe.
Nel 1977 l'azienda si è fusa con la Compagnie des Messageries Maritimes per formare una nuova società che riprende il nome originario Compagnie Générale Maritime, nel 1996 una nuova fusione con la Compagnie Maritime d'Affrètement ha dato origine alla CMA CGM, che si occupa esclusivamente del trasporto di container.

## Navi celebri
- Esperanto
- Île de France
- Normandie
- La Savoie
- La Touraine
- France
- La Bourgogne